# Dusona stenocara
Dusona stenocara là một loài tò vò trong họ Ichneumonidae.